# 5381 Sekhmet
5381 Sekhmet (provisorisk beteckning: 1991 JY) är en jordnära Aten-asteroid som upptäcktes 14 maj 1991 vid Palomarobservatoriet av den amerikanska astronomen Carolyn S. Shoemaker. Asteroiden fick i mars 1995 sitt namn efter gudinnan Sekhmet inom egyptisk mytologi.

## Måne
8 maj 2003 upptäckte M. C. Nolan, E. S. Howell, A. S. Rivkin och C. D. Neish från Arecibo-observatoriet en måne. Den har uppmätts till 300 meter i diameter. Månens omloppsbana beskriver en halv storaxel på 1,5 kilometer och den gör ett varv runt Sekhmet på 12,5 timmar. Månen roterar runt sin egen axel på mellan 8 och 12 timmar.